# Kapela Presvetog Trojstva u Šašinovcu
Kaapela Presvetog Trojstva katolička je kapela koja se nalazi u zagrebačkoj četvrti Sesvete u naselju Šašinovec. Sagrađena je 1928. godine na mjestu gdje se nalazila drvena kapela iz prve polovine 17. stoljeća.

## Galerija
- Prednje pročelje kapele
- Ukrasna pisanica ispred kapele